# Sabrina Sobhy
Sabrina Sobhy (* 30. Dezember 1996 in New York) ist eine US-amerikanische Squashspielerin.

## Karriere
Sabrina Sobhy begann ihre Karriere im Jahr 2009 und gewann bislang fünf Titel auf der PSA World Tour. Ihre beste Platzierung in der Weltrangliste erreichte sie mit Rang 15 am 21. November 2022. Mit der US-amerikanischen Nationalmannschaft nahm sie 2012, 2014, 2016, 2018 und 2022 an der Weltmeisterschaft teil. Dabei wurde sie 2022 mit ihr Vizeweltmeisterin.
Bei Panamerikameisterschaften gewann sie mit der Mannschaft 2013, 2014, 2018 und 2023 den Titel. Mit Natalie Grainger sicherte sie sich 2013 zudem den Titelgewinn im Doppel, 2018 gewann sie mit ihrer Schwester Amanda einen weiteren Titel. Im Einzel erreichte sie 2018 auch das Endspiel im Einzel, das sie gegen ihre Schwester verlor. 2019 sicherte sie sich bei den Panamerikanischen Spielen in Lima im Doppel und mit der Mannschaft die Goldmedaille. 2014 wurde sie US-amerikanische Landesmeisterin.

## Privates
Sobhy ist die Tochter des ehemaligen ägyptischen Nationalspielers Khaled Sobhy, der auch als ihr Trainer fungiert. Ab 2015 absolvierte sie ein Psychologiestudium am Harvard College, für das sie auch im College Squash aktiv war.

## Erfolge
- Vizeweltmeisterin mit der Mannschaft: 2022
- Vizepanamerikameisterin: 2018
- Panamerikameisterin mit der Mannschaft: 4 Titel (2013, 2014, 2018, 2023)
- Panamerikameisterin im Doppel: 2013 (mit Natalie Grainger), 2018 (mit Amanda Sobhy)
- Gewonnene PSA-Titel: 5
- Panamerikanische Spiele: 2 × Gold (Doppel und Mannschaft 2019)
- US-amerikanische Meisterin: 2014